# Проценко, Мария Владимировна
Мария Владимировна Проценко (укр. Марія Володимирівна Проценко), при рождении Му Лань (кит. 穆兰, род. 23 февраля 1946, Китай) — украинская архитектор, известная как главный архитектор Припяти во время Чернобыльской катастрофы.

## Ранний период жизни
Проценко родилась в китайско-русской семье в Китае, её имя при рождении — Му Лань. Её отец, Сюй Сян Шуй (по прозвищу Володя), после смерти её старших братьев от дифтерии пристрастился к опиуму. Мать Проценко оставила его и вместе с дочерью переехала в Казахстан, где Проценко училась в Усть-Каменогорском строительно-дорожном институте. В Казахстане она познакомилась с Виктором Проценко, украинцем из Полтавы, и вышла за него замуж. К концу 1970-х годов пара переехала на Украину и в 1978 году обосновалась в Припяти.

## Карьера

### Архитектурная карьера в Припяти
В 1979 году Проценко стала главным архитектором Припяти, хотя ей было запрещено вступать в Коммунистическую партию из-за её китайского происхождения. Работая под началом Дипромисто, она руководила расширением города. Во время Чернобыльской катастрофы 1986 года её знания и доступ к городским картам позволили ей руководить эвакуацией города. Она была одной из последних, кто покинул Припять. После эвакуации она работала с КГБ, чтобы изолировать город.

### Дальнейшая жизнь и карьера
В 1991 году Проценко заболела парапарезом. Её муж Виктор умер в 2005 году. Дочь Проценко Наталья приписывает гибель её мужа, а также сына Чернобылю. С 2019 года Проценко преподавала искусство, дизайн и архитектуру в Художественном институте декоративного моделирования и дизайна в Киеве.
В ноябре 2021 года была инициирована краудфандинговая кампания для покрытия её медицинских расходов, связанных с опухолью желудка и желчного пузыря. 3 апреля 2022 года Мария появилась в видео на YouTube от Yes Theory. Ведущие встретились с ней в центре для беженцев в Польше после того, как она и её семья бежали из Украины во время российского вторжения в Украину в 2022 году. Во время интервью она выразила сожаление по поводу войны и призвала к миру. В сообщении в Instagram Yes Theory сообщила, что Проценко и её дочь благополучно добрались до Германии.